# تیاگو دژالو
تیاگو دژالو (پرتغالی: Tiago Djaló؛ زادهٔ ۹ آوریل ۲۰۰۰) بازیکن فوتبال اهل پرتغال است.
از باشگاه‌هایی که در آن بازی کرده‌است می‌توان به باشگاه فوتبال اسپورتینگ سی‌پی بی و باشگاه فوتبال یوونتوس اشاره کرد.
وی همچنین در تیم‌های ملی فوتبال زیر ۱۷ سال پرتغال، زیر ۱۸ سال پرتغال، زیر ۱۹ سال پرتغال، و زیر ۲۱ سال پرتغال بازی کرده‌است.